# Гуаньтао
Гуаньта́о (кит. упр. 馆陶, пиньинь Guǎntáo, буквально: «постоялый двор на холме Тао») — уезд городского округа Ханьдань провинции Хэбэй (КНР).

## История
Уезд был образован при империи Хань во 2 году; название связано с тем, что северо-западнее тогдашнего административного центра уезда находился холм Таоцю, на вершине которого размещался постоялый двор.
При империи Тан в 772 году уезд был переименован в Юнцзи (永济县), но вскоре ему было возвращено прежнее название. При империи Сун в 963 году из уезда Гуаньтао был выделен уезд Юнцзи, однако в 1072 году он был вновь присоединён к уезду Гуаньтао.
В 1949 году был создан Специальный район Ханьдань (邯郸专区), и уезд вошёл в его состав. В 1952 году уезд был передан в состав Специального района Ляочэн (聊城专区) провинции Шаньдун. В 1958 году Гуаньтао был присоединён к уезду Гуаньсянь, но в 1961 году был восстановлен в прежних границах. В 1965 году уезд был разделён по реке Вэйхэ: земли восточнее реки были разделены между уездами Гуаньсянь и Линьцин провинции Шаньдун, а часть, лежащая западнее реки, осталась уездом Гуаньтао провинции Хэбэй. В 1970 году Специальный район Ханьдань был переименован в Округ Ханьдань (邯郸地区). В июне 1993 года округ Ханьдань и город Ханьдань были расформированы, и образован Городской округ Ханьдань.

## Административное деление
Уезд Гуаньтао делится на 4 посёлка и 4 волости.